# Histopona torpida
Espèce
Synonymes
- Tegenaria torpida C. L. Koch, 1837
- Tegenaria emaciata Walckenaer, 1841
- Histopona debilis Thorell, 1875

Histopona torpida est une espèce d'araignées aranéomorphes de la famille des Agelenidae.

## Distribution
Cette espèce se rencontre en Europe jusqu'en Russie.

## Publication originale
- C. L. Koch, 1837 : Übersicht des Arachnidensystems. Nürnberg, vol. 1, p. 1-39 (texte intégral).